# Christian Garcia
Christian Garcia (né le 24 août 1985 à Miami, Floride, États-Unis) est un lanceur de relève droitier des Ligues majeures de baseball qui a joué avec les Nationals de Washington en 2012.

## Carrière
Christian Garcia est un choix de troisième ronde des Yankees de New York en 2004. Il joue dans les ligues mineures pendant six saisons entre 2004 et 2010 dans l'organisation des Yankees avant de rejoindre en 2011 la franchise des Nationals de Washington.
Garcia fait ses débuts dans le baseball majeur avec Washington le 4 septembre 2012 comme lanceur de relève.